# (4246) Telemann
(4246) Telemann (1982 SY2) – planetoida z pasa głównego asteroid okrążająca Słońce w ciągu 3,3 lat w średniej odległości 2,22 j.a. Odkryta 24 września 1982 roku.